# Mantius frontosus
Mantius frontosus là một loài nhện trong họ Salticidae.
Loài này thuộc chi Mantius. Mantius frontosus được Eugène Simon miêu tả năm 1899.